# Buddleja nivea
Buddleja nivea är en flenörtsväxtart som beskrevs av John Firminger Duthie. Buddleja nivea ingår i släktet buddlejor, och familjen flenörtsväxter. Inga underarter finns listade i Catalogue of Life.

## Bildgalleri

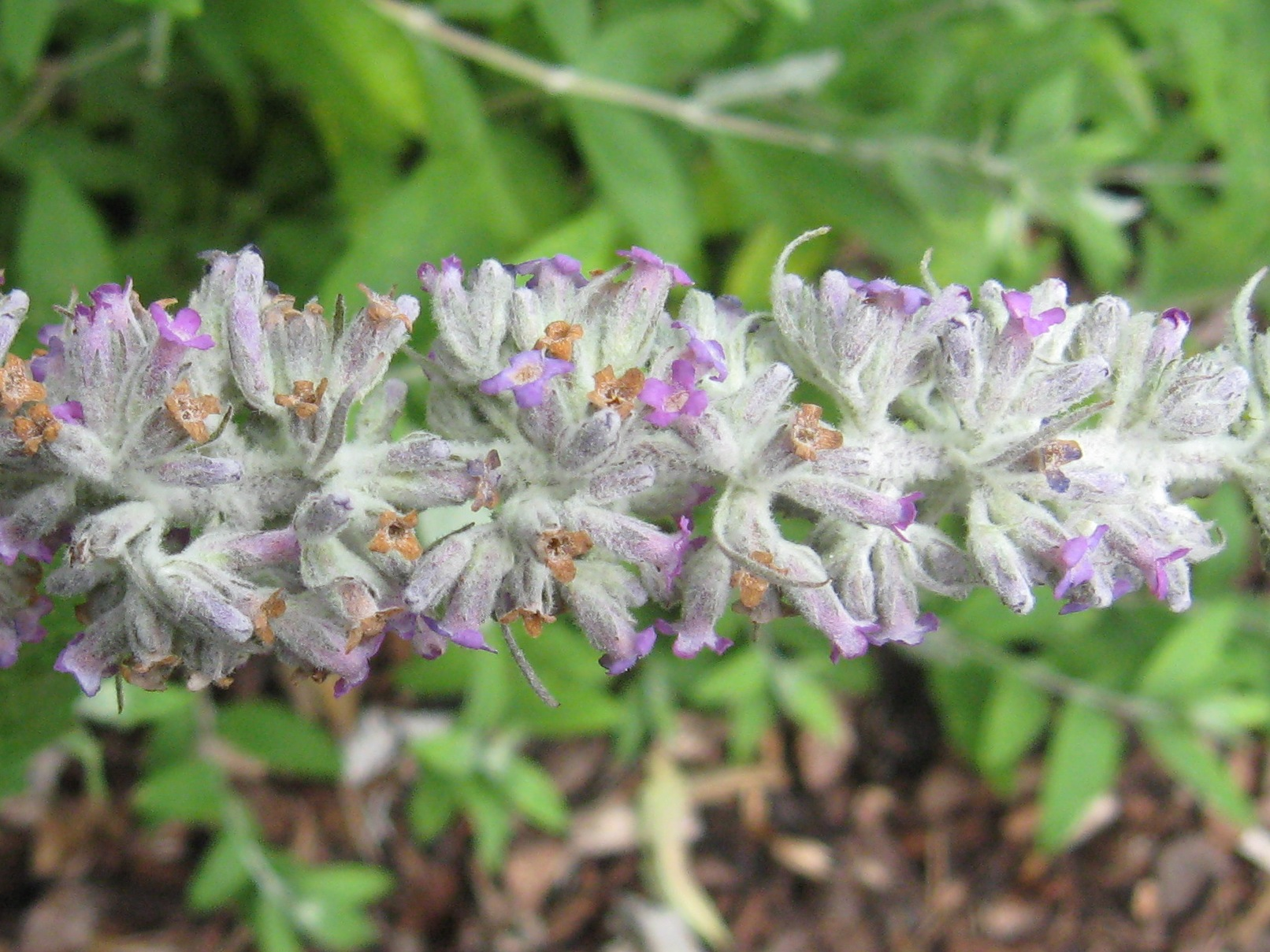